# Diễn thế sinh thái

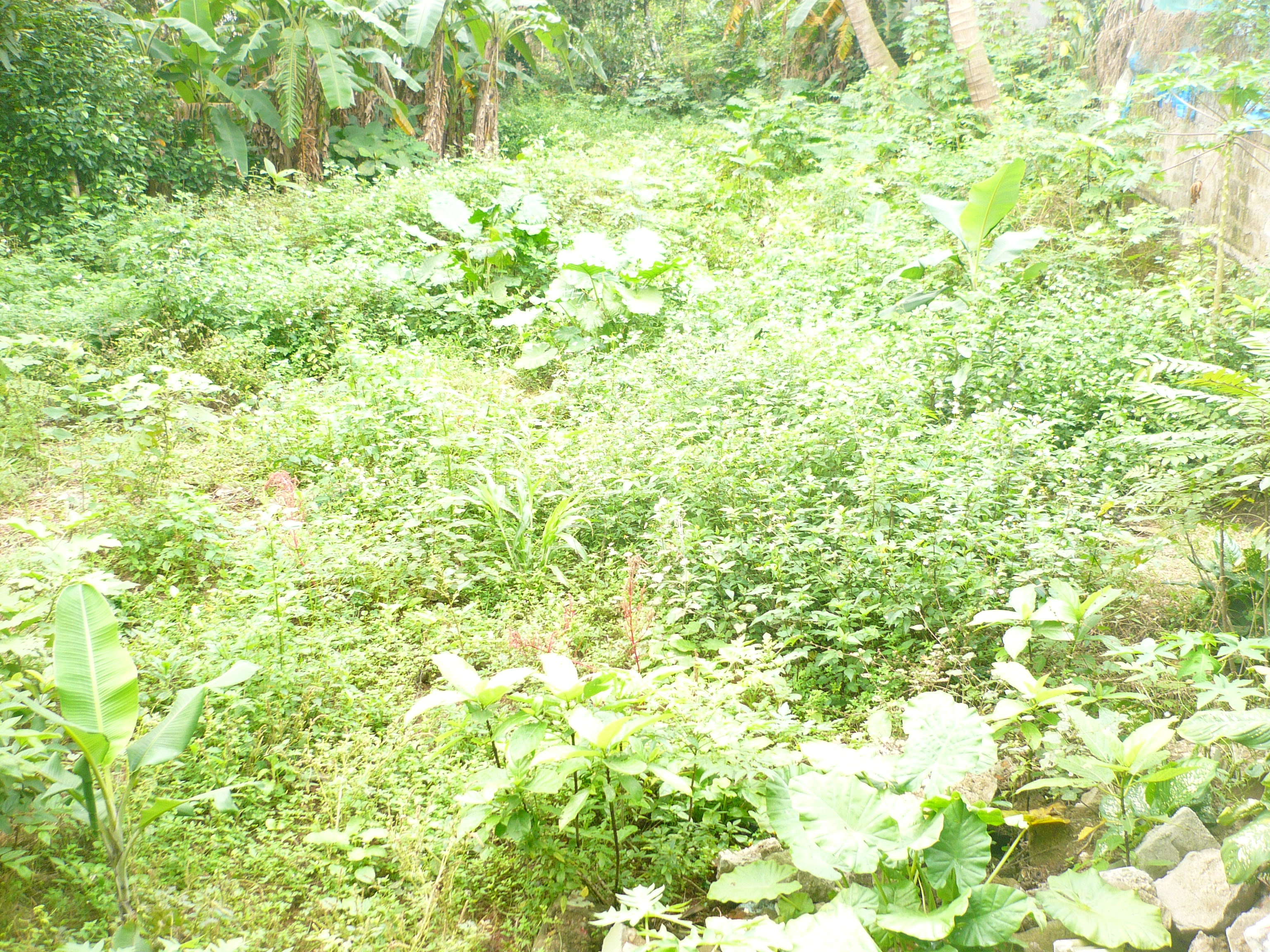
Diễn thế sinh thái trên nền giá thể nhân tạo

Diễn thế sinh thái (tiếng Anh là Ecological Succession) là quá trình biến đổi tuần tự của quần xã sinh vật qua các giai đoạn khác nhau, từ dạng (trạng thái) khởi đầu (hay tiên phong), được thay thế lần lượt qua các giai đoạn chuyển tiếp bởi các dạng quần xã tiếp theo và cuối cùng thường dẫn tới một quần xã tương đối ổn định hay trạng thái ổn định, tồn tại lâu dài theo thời gian. Đó là trạng thái đỉnh cực (Climax). Diễn thế có thể kéo dài trong vài thập kỷ (trong trường hợp cháy rừng) cho đến hàng triệu năm (trong trường hợp xảy ra sự kiện tuyệt chủng)
Trong quá trình diễn thế xảy ra những thay đổi lớn về cấu trúc thành phần loài, các mối quan hệ sinh học trong quần xã... Tức là quá trình giải quyết các mâu thuẫn phát sinh trong nội bộ quần xã và giữa quần xã với môi trường, đảm bảo về sự thống nhất toàn vẹn giữa quần xã và môi trường một cách biện chứng.
Diễn thế là một trong những lý thuyết tiên tiến đầu tiên trong ngành khoa học sinh thái học. Diễn thế sinh thái lần đầu được ghi nhận cồn cát vùng đông bắc tiểu bang Indiana, Mỹ.

## Nguyên nhân
- Nguyên nhân dẫn đến diễn thế sinh thái là sự tác động mạnh mẽ của ngoại cảnh lên quần xã, tác động của quần xã lên ngoại cảnh làm biến đổi mạnh mẽ ngoại cảnh đến mức gây ra diễn thế và cuối cùng là tác động của con người.[4]
- Sự diễn thế xảy ra do những biến đổi của môi trường vật lý, song dưới sự kiểm soát chặt chẽ của quần xã sinh vật, và do những biến đổi của các mối tương tác cạnh tranh - chung sống ở mức quần thể. Trong quá trình này, quần xã giữ vai trò chủ đạo, còn môi trường vật lý xác định đặc tính và tốc độ của những biến đổi, đồng thời giới hạn phạm vi của sự phát triển đó.[4]
- Nếu không có những tác động ngẫu nhiên thì diễn thế sinh thái là một quá trình định hướng, có thể dự báo được. Một cánh đồng hoang để lâu ngày sẽ trở thành tràng cây bụi rồi biến thành rừng, một ao hồ nông theo thời gian sẽ bị lấp đầy thành đồng cỏ rồi phát triển thành rừng.[4]

## Các loại diễn thế

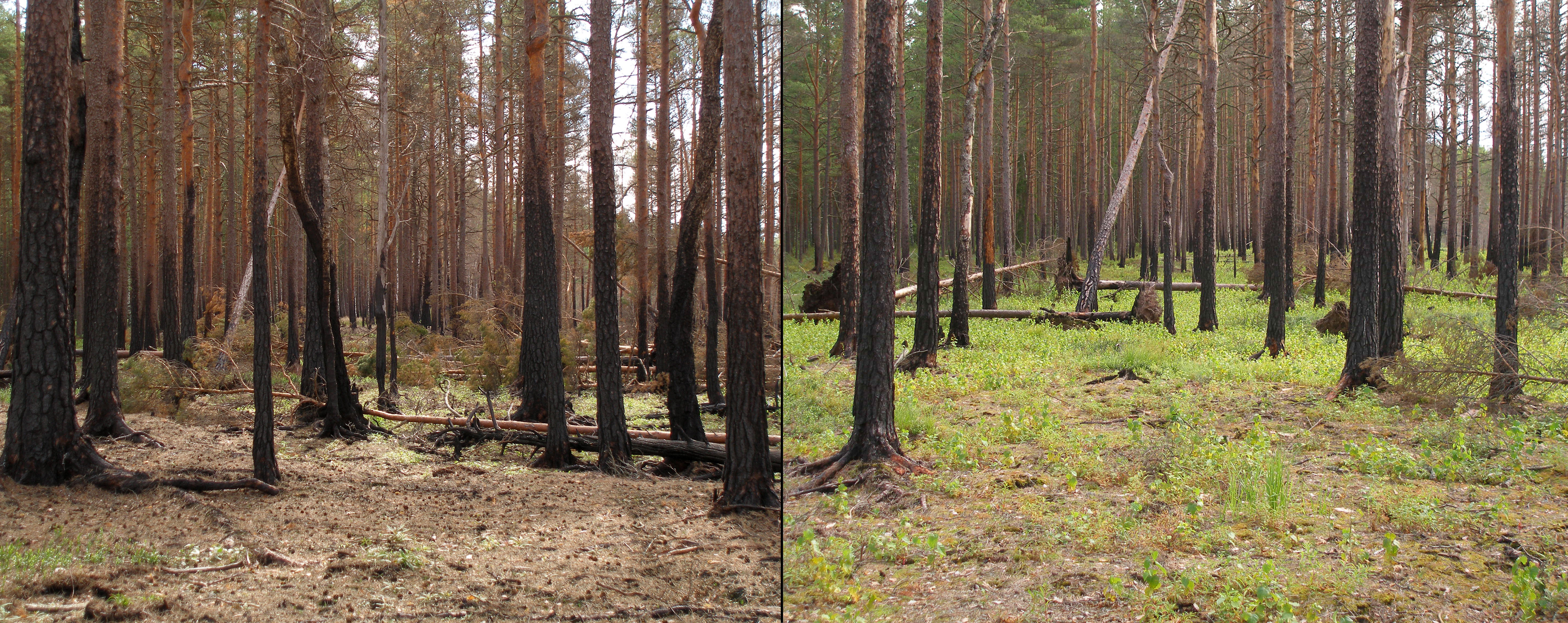
Diễn thế ở một khu rừng

Căn cứ vào các tiêu chí khác nhau, có thể phân diễn thế sinh thái thành các dạng khác nhau:
Căn cứ vào nền (giá thể) của diễn thế hay khởi nguyên ban đầu của diễn thế ta có thể phân chia diễn thế sinh thái thành hai dạng chính: diễn thế nguyên sinh (hay diễn thế sơ cấp) và diễn thế thứ sinh (diễn thế thứ cấp).

### Diễn thế nguyên sinh
Là diễn thế khởi đầu từ môi trường trống trơn hay xảy ra trên một nền (giá thể) mà trước đó chưa hề tồn tại một quần xã sinh vật nào hoặc là chưa có bất kỳ một "mầm móng" của sinh vật xuất hiện trước đây (mầm mống của sinh vật là những dạng tồn tại của sinh vật và có thể phát triển thành 1 cá thể như các bào tử, phấn hoa, thân chồi ngầm, trứng....).
Ví dụ: đảo mới hình thành trên tro tàn núi lửa, đất mới bồi ở lòng sông hoặc là sau khi nham thạch núi lửa đông đặc và nguội đi, do quá trình phong hóa, vùng đất "mới" ra đời, làm nền cho sự quần tụ và phát triển kế tiếp của các quần xã sinh vật.
Nhóm sinh vật đầu tiên được phát tán đến đó hình thành nên quần xã tiên phong. Tiếp đó là một dãy quần xã tuần tự thay thế nhau. Khi có cân bằng sinh thái giữa quần xã và ngoại cảnh thì quần xã ổn định trong một thời gian tương đối dài. Diễn thế nguyên sinh có thể xảy ra trên cạn hoặc đươi nước.
Diễn thế nguyên sinh được nhà sinh thái học người Anh A.G. Tansley (1935) mô tả, trở thành ví dụ kinh điển trong sinh thái học.
Khi nghiên cứu các đảo và hệ thực vật của đảo, ông ghi nhận rằng, trên những tảng đá trần, do bị phong hóa, được phủ bởi lớp cám bụi của nó. Bụi và độ ẩm tạo nên môi trường thuận lợi cho sự phát triển của nấm.
Nấm mốc trong hoạt động sống lại sản sinh ra những sản phẩm sinh học mới làm biến đổi giá thể khoáng ở đó và khi chúng chết đi góp nên sự hình thành mùn, môi trường thích hợp đối với sự nảy mầm và phát triển của bào tử rêu. Rêu tàn lụi, đất được thành tạo và trên đó là sự phát triển kế tiếp của các quần xã cỏ, cây bụi, rồi cây gỗ khép tán thành rừng.

### Diễn thế thứ sinh

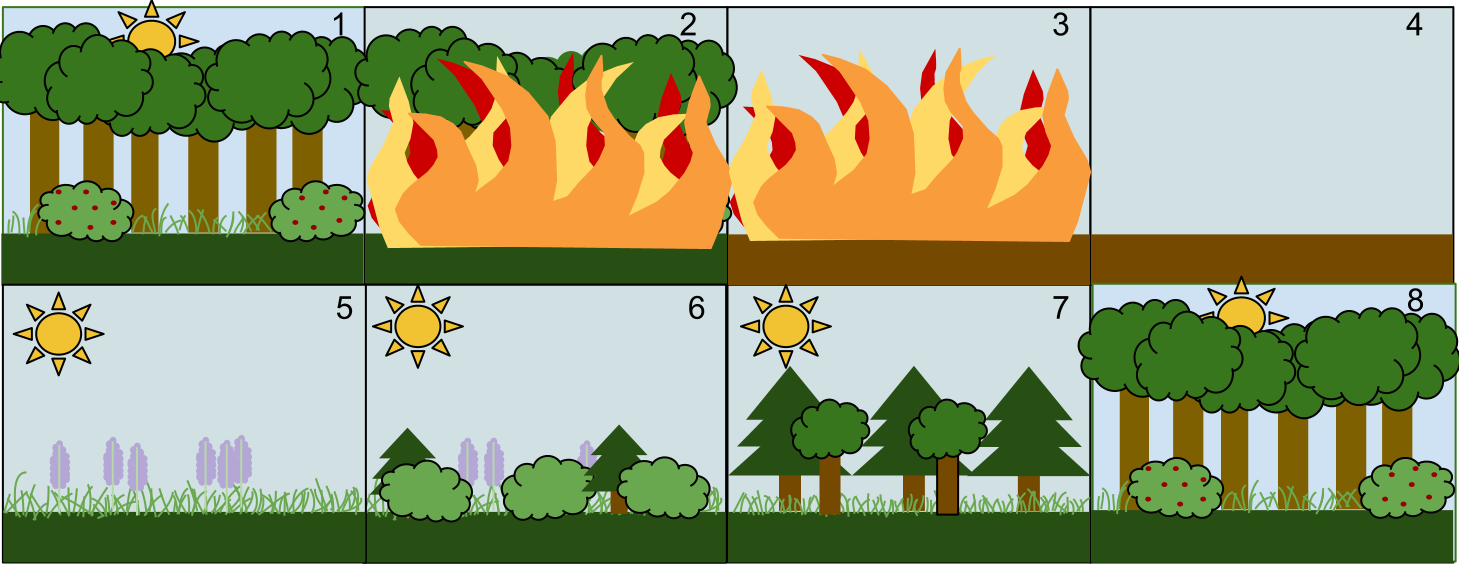
Một ví dụ về diễn thế thứ sinh theo từng giai đoạn:
1. Một quần xã rừng rụng lá ổn định
2. Yếu tố ngoại cảnh tác động: cháy rừng phá hủy cả khu rừng
3. Đám cháy thiêu trụ hoàn toàn quần xã
4. Đám cháy tắt, để lại khoảng đất trống nhưng đất đai không bị phá hủy
5. Cỏ và các cây thân thảo mọc lại nhanh chóng
6. Bụi cây nhỏ và cây thân lùn bắt đầu phát triển
7. Cây thường xanh mọc nhanh, vươn cao để tỏa bóng râm, tạo điều kiện để cây ưa bóng phát triển
8. Cây thường xanh vốn không thể tồn tại dưới bóng râm của các cây rụng lá sẽ bị diệt vong nhanh chóng. Hệ sinh thái hoàn toàn trở vể trạng thái ban đầu, trước khi xảy ra vụ cháy rừng.

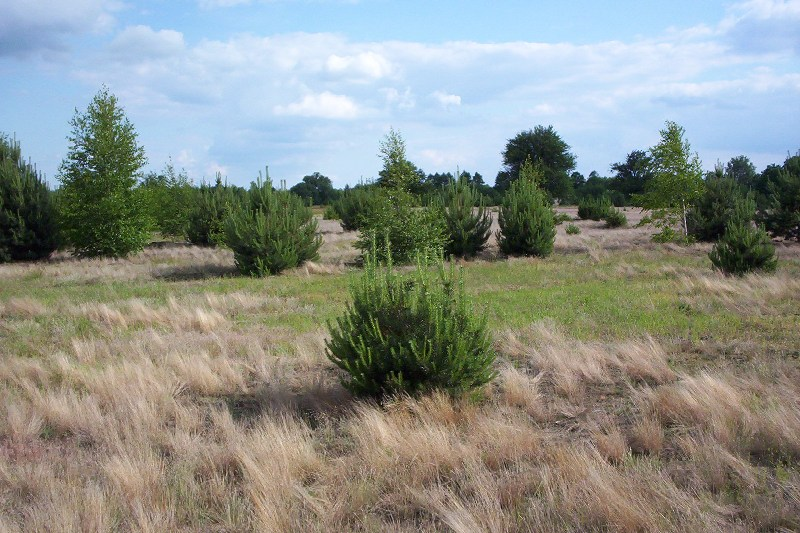
Diễn thế thứ sinh: cây cối đang trong quá trình lấn chiếm vùng đất trống chưa canh tác

Là diễn thế xuất hiện ở một môi trường đã có một quần xã sinh vật nhất định. Quần xã này vốn tương đối ổn định nhưng do thay đổi lớn về ngoại cảnh làm thay đổi hẳn cấu trúc quần xã sinh vật. Hay nói một cách khác diễn thế thứ sinh (thứ cấp) xảy ra trên một nền (giá thể) mà trước đó từng tồn tại một quần xã nhưng đã bị tiêu diệt.
Ví dụ, nương rẫy bỏ hoang lâu ngày, cỏ rồi trảng cây bụi phát triển và lâu hơn nữa, rừng cây gỗ xuất hiện thay thế.
Quần xã thực vật tự nhiên vùng Mã Đà (tỉnh Bình Phước, Đồng Nai, Việt Nam) là trạng thái đỉnh cực của diễn thế thứ sinh. Đây là quần xã chịu ảnh hưởng của chất độc màu da cam (dioxin), tồn tại sự biến đổi cấu trúc gen và protein của một số loài sinh vật. Thảm thực vật tồn taị ở 14 trạng thái khác nhau dưới dạng thể khảm phức tạp của hệ sinh thái, trong đó có 11 trạng thái của quần xã cao đỉnh rừng rậm thường xanh nhiệt đới gió mùa trên vùng đồi núi thoát nước, đất feralite phong hóa từ các loại đá mẹ khác nhau và 4 trạng thái của rừng rậm thường xanh nhiệt đới gió mùa trên phù sa chậm thoát nước hoặc ngập nước theo mùa. Yếu tố ngoại cảnh tác động là chất độc hóa học trong chiến tranh Việt Nam làm thay đổi lâu dài, mạnh mẽ hệ sinh thái, cảnh quan, động lực diễn thế.

### Diễn thế phân hủy
Ngoài ra, người ta còn phân biệt thêm một kiểu diễn thế khác, đó là diễn thế phân hủy. Đây là quá trình không dẫn tới một quần xã sinh vật ổn định, mà theo hướng dần dần bị phân hủy dưới tác dụng của nhân tố sinh học.
Ví dụ, diễn thế của quần xã sinh vật trên xác một động vật hoặc trên một cây đổ.
Đây cũng là kiểu diễn thế xảy ra trên một giá thể mà giá thể đó dần dần biến đổi theo hướng bị phân hủy qua mỗi quần xã trong quá trình diễn thế. Diễn thế này không dẫn đến quần xã đỉnh cực.
Đó là trường hợp diễn thế của quần xã sinh vật trên một thân cây đỗ hay trên một xác động vật, ngườI ta còn gọi kiểu diễn thế này là diễn thế tạm thời. Nếu dựa vào động lực của quá trình thì diễn thế chia thành hai dạng: nội diễn thế (autogenic succession) và ngoại diễn thế (allogenic succession).

### Ngoại diễn thế
Ngoại diễn thế là diễn thế xảy ra do tác động hay sự kiểm soát của lực hay yếu tố bên ngoài. Ví dụ, một cơn bão đổ bộ vào bờ, hủy hoại một hệ sinh thái nào đó, buộc nó phải khôi phục lại trạng thái của mình sau một khoảng thời gian. Sự cháy rừng hay cháy đồng cỏ cũng kiểm soát luôn quá trình diễn thế của rừng và đồng cỏ,....

### Nội diễn thế

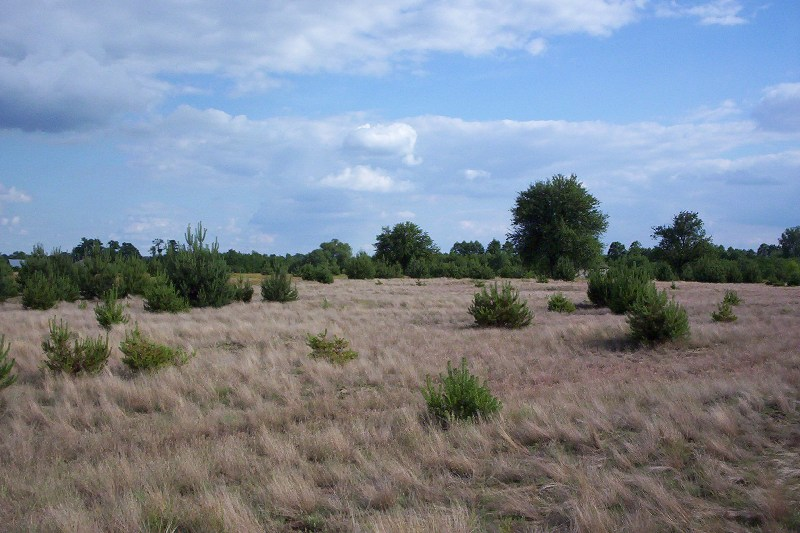

Nội diễn thế là loại diễn thế được gây ra bởi động lực bên trong của hệ sinh thái. Trong quá trình diễn thế này, loài ưu thế của quần xã đóng vai trò chìa khóa và thường làm cho điều kiện môi trường vật lý biến đổi đến mức bất lợi cho mình, nhưng lại thuận lợi cho sự phát triển của một loài ưu thế khác, có sức cạnh tranh cao hơn thay thế.
Nói một cách khác trong quá trình nội diễn thế, loài ưu thế là loài " tự đào huyệt chôn mình". Sự thay thế liên tiếp các loài ưu thế trong quần xã cũng chính là sự thay thế liên tiếp các quần xã này bằng các quần xã khác cho đến quần xã cuối cùng, cân bằng với điều kiện vật lý - khí hậu toàn vùng.
Hiểu theo quan điểm này thì quần xã đỉnh cực không phải hoàn toàn ổn định theo thời gian, mà vẫn có những biến đổi, tuy những biến đổi đó diễn ra rất chậm mà đời người không đủ dài để có thể chứng kiến được những "nhảy vọt" có thể xảy ra trong tương lai xa xôi của sinh quyển.
Khuynh hướng diễn thế được xác định bởi phức hợp quần thể các loài trong phạm vi môi trường vật lý cho phép. 
Ví dụ như, trong vùng quá lạnh hay quá khô hạn, giai đoạn rừng chẳng bao giờ đạt tới. Các quần xã bậc cao có chăng chỉ gồm những cây bụi hoặc những loài của hệ thực vật nguyên sơ.
Sự diễn thế của cây rừng ngập mặn (mangroves) ở vùng cửa sông nhiệt đới Nam Bộ cũng là một ví dụ sinh động cho loại diễn thế này. Ở cửa sông các bãi bùn còn lùng nhùng, yếm khí... Không thích hợp cho đời sống nhiều loài thực vật, duy có các loài bần trắng (Sonneratia alba), mắm trắng (Avicennia alba)...là những loài cây tiên phong đến bám trụ ở đây.
Sự có mặt và phát triển của chúng làm cho nền đất được củng cố và tôn cao, đặc biệt ở giai đoạn trưởng thành, quần xã này đã tạo điều kiện thuận lợi cho sự xuất hiện của các loài mắm đen (Avicennia officinalis), tiếp sau là đước (Rhizophora mucronata), dà quánh (Ceriops decandra), su ổi (Xylocarpus granatum), vẹt khang (Burguiera sexangula), lõa hùng (Gymnanthera nitida),... phát triển, hình thành nên một quần xã hỗn hợp rất ưu thế. Trong điều kiện đó, các cây tiên phong không cạnh tranh nổi phải tàn lụi và lại di chuyển ra ngoài.
Đất ngày một cao và chặt lại, độ muối tăng dần... khi tiến ra biển. Điều đó làm cho quần xã rừng hỗn hợp trên cũng suy tàn ngay trên mảnh đất xâm lược sau một thời kỳ ổn định để rồi lại theo gót cây tiên phong chinh phục vùng đất mới.
Ở phía sau, điều kiện môi trường lại thích hợp cho sự cư trú và phát triển hưng thịnh của các nhóm thực vật khác như chà là (Phoenix paludosa), trà mủ (Excoecaria agallocha), thiên lý biển (Finlaysonia maritima)... Xa hơn nữa về phía lục địa là những thảm thực vật nước ngọt, đặc trưng cho vùng đất chua phèn.

### Diễn thế tự dưỡng và dị dưỡng
Nếu dựa vào mối quan hệ giữa sự tổng hợp (P) và phân hủy (R) của quần xã sinh vật, diễn thế lại chia thành hai dạng khác: diễn thế tự dưỡng và diễn thế dị dưỡng.
Diễn thế tự dưỡng là sự phát triển được bắt đầu từ trạng thái với sức sản xuất hay sự tổng hợp các chất vượt lên quá trình phân hủy các chất, nghĩa là P/R > 1, còn diễn thế dị dưỡng ngược lại, được bắt đầu ở trạng thái P/R<1.
Trong diễn thế tự dưỡng với P lớn hơn R thì hệ sinh thái đang tích lũy chất hữu cơ và sinh khối (B), do đó, tỷ số B/P, B/R hoặc B/E (ở đây E = P + R, trong đó E là tổng năng suất sơ cấp) sẽ tăng, tương ứng là sự giảm của tỷ số P/B.
Ví dụ: sự diễn thế của rừng ngập mặn nêu trên và một hồ nước thải tương ứng. Giai đoạn đầu tiến hóa của sinh quyển cũng là kiểu diễn thế dị dưỡng.
Những dạng diễn thế được phân chia ở trên xảy ra tùy thuộc vào những hoàn cảnh cụ thể, vào đặc tính riêng biệt của từng hệ sinh thái, trong một số không ít trường hợp, chúng có quan hệ với nhau, tác động lẫn nhau.
Ví dụ trong nội diễn thế, quần xã đang phát triển hướng đến trạng thái cân bằng, lại xuất hiện một lực từ ngoài (bão, cháy, lụt...) gây hủy hoại tiến trình, buộc quần xã gần như phải làm lại từ những khâu bị hủy hoại, thậm chí từ đầu.
Ngoại diễn thế kìm hãm quá trình phát triển của nội diễn thế, làm quần xã được "hồi xuân". Những lực hình thành trong nội diễn thế được mô tả như một quá trình bên trong hay mối liên hệ ngược, về mặt lý thuyết, nó thúc đẩy hệ thống vận động về trạng thái cân bằng, còn lực ngoại diễn thế như một kích thích từ bên ngoài lên quá trình, đưa hệ thống quay ngược trở lại, tức là làm thay đổi hướng phát triển chiến lược cửa cả hệ thống ngược với nội diễn thế (Odum, 1983).
Nếu lực tác động từ bên ngoài mang tính chu kỳ hoặc do đặc tính của chính quần xã mà sự hủy hoại xảy ra ít nhiều đều đặn qua các thời kỳ chuyển tiếp thì sự diễn thế trong hoàn cảnh đó mang tính chu kỳ hay được gọi là "diễn thế có chu kỳ".
Ví dụ, sự diễn thế của thảm thực vật lá cứng (Chaparan) trong vùng khí hậu khô hạn gây ra do nạn cháy xảy ra có chu kì

## Ý nghĩa của việc nghiên cứu diễn thế
- Nghiên cứu diễn thế, ta có thể nắm được quy luật phát triển của quần xã sinh vật, hình dung được những quần xã tồn tại trước đó và dự đoán những dạng quần xã sẽ thay thế trong những hoàn cảnh mới.[4]
- Sự hiểu biết về diễn thế cho phép ta chủ động điều khiển sự phát triển của diễn thế theo hướng có lợi cho con người bằng những tác động lên điều kiện sống như: cải tạo đất, đẩy mạnh biện pháp chăm sóc, phòng trừ sâu bệnh, tiến hành các biện pháp thủy lợi, khai thác, bảo vệ hợp lý nguồn tài nguyên.[4]
- Có thể chủ động điều khiển sự phát triển của diễn thế theo hướng có lợi cho con người bằng các biện pháp: chăm bón, phòng trừ sâu bệnh, xây dựng các công trình thủy lợi, cải tạo đất.